# Wiener Eimer
Der Wiener Eimer war ein österreichisches Volumenmaß. In der Literatur wird er oft als Referenzmaß geführt. Unterschieden wurde das Maß in den normalen Eimer mit 40 Maß und Weineimer mit 41 Maß für Wein und Spirituosen. Der normale Eimer (40 Maß) soll nach Chelsius S. 341 und Jäckels Zimentierungslexikon ein Rechnungsmaß gewesen sein.

## Wiener Eimer, normal
- 1 Wiener Eimer = 1792/1000 Wiener Kubikfuß
  - 120 Wiener Eimer = 1 Wiener Kubikklafter
- Österreich (vor 1871): 1 Wiener Eimer = 40 Maß (Wiener) = 160 Seidel = 56,589 Liter[2]

## Wiener Weineimer
- 1 Wiener Weineimer = 41 Maß = 2924,7 Pariser Kubikzoll = 58,01 Liter[3]
- Oberungarn: 1 Weineimer = 40 Maß (Wiener) = 3824 Pariser Kubikzoll = 75,85 Liter[4]
- Niederungarn: 1 Weineimer = 40 Maß (Wiener) = 2868 Pariser Kubikzoll = 56,89 Liter[4]
  - Triest: 100 Barill = 113,82 Wiener Weineimer = 66,04 Hektoliter
  - 100 Brente = 124,09 Wiener Weineimer = 72,02 Hektoliter

Die Maßkette war
- 1 Fuder = 32 Wiener Eimer = 128 Viertel = 1280 Maß/Achtring